# 오슬로 국립미술관

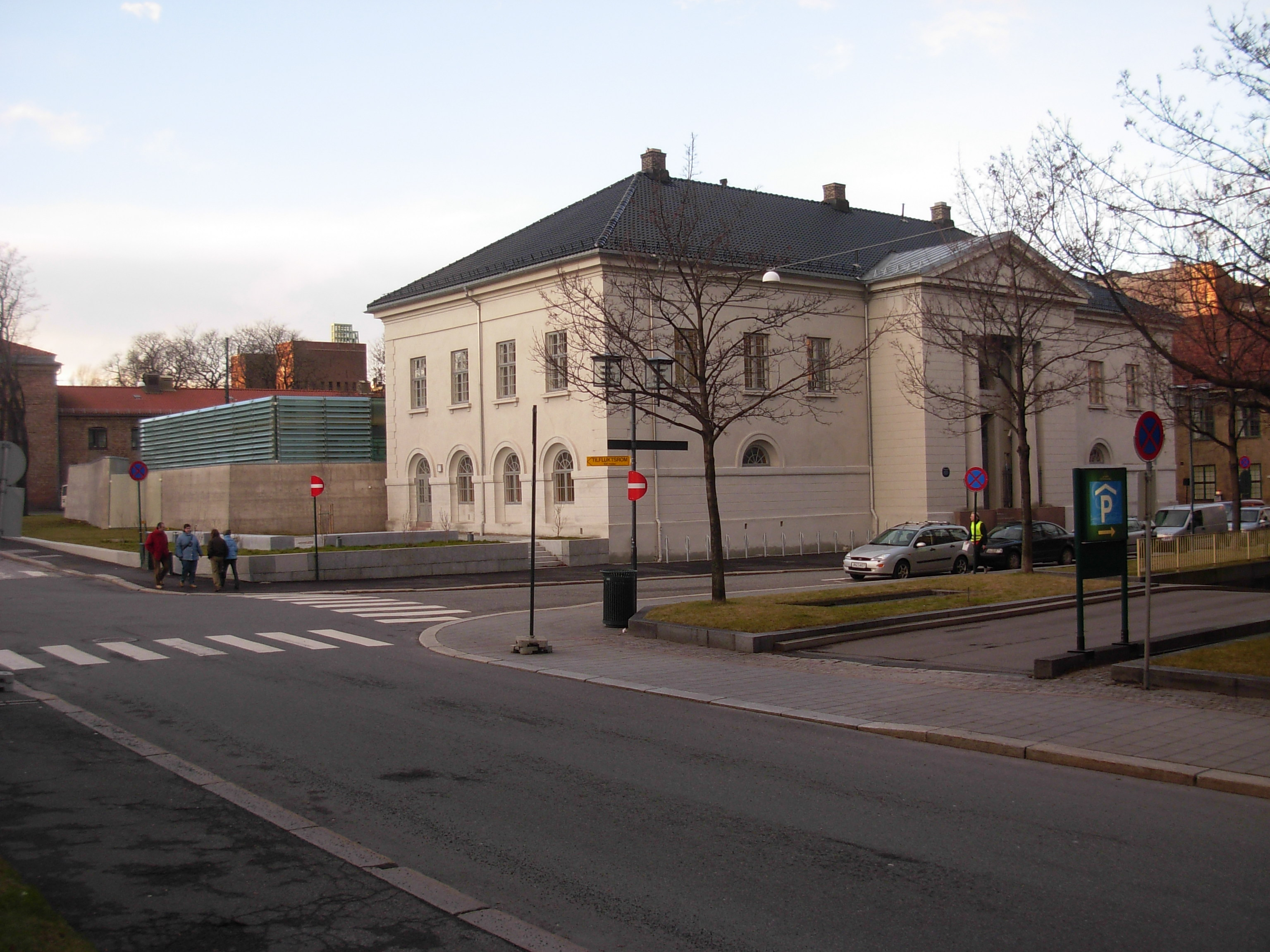
오슬로 국립미술관

오슬로 국립미술관(노르웨이어: Nasjonalmuseet for kunst, arkitektur og design)은 노르웨이의 수도 오슬로에 있는 미술관으로, 오슬로 대학교 뒤쪽에 위치해 있다.